# 막스 플랑크 양자광학 연구소

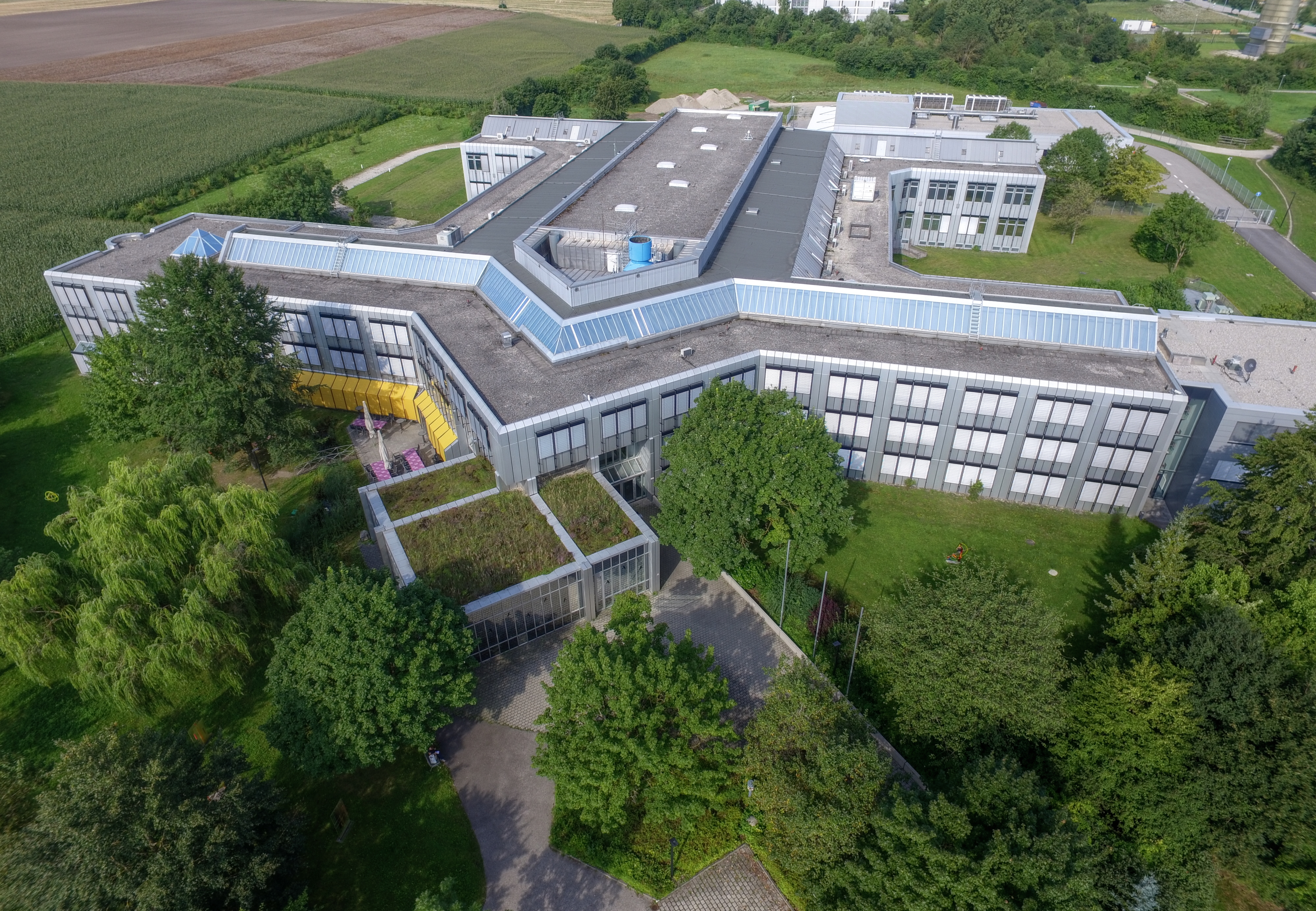
막스 플랑크 양자광학 연구소의 건물

막스 플랑크 양자광학 연구소(Max Planck Institute of Quantum Optics, 약어: MPQ, 독일어: Max-Planck-Institut für Quantenoptik)는 막스 플랑크 협회의 일부로 독일에서 87개 연구 시설을 운영하고 있다.
이 연구소는 독일 가르힝(Garching)에 위치하고 있으며 뮌헨에서 북동쪽으로 10km 떨어져 있다. 5개의 연구 그룹이 아토초 물리학, 레이저 물리학, 양자정보 이론, 레이저 분광학, 양자역학 및 양자다체 시스템 분야에서 활동하고 있다.

## 연구
이 연구소는 빛과 물질의 상호작용을 연구한다. 교수진은 이론양자광학, 양자정보이론, 초고해상도 레이저 분광학, 초저온 원자의 양자물리학, 양자 컴퓨터 및 양자네트워크용 부품 개발, 축퇴양자기체의 보스 아인슈타인 응축, 아토초 물리학, 기초 및 의학 응용을 위한 새로운 방사선 및 입자 소스 개발 등의 주제로 연구를 진행하고 있다. MPQ에는 중력파에 대한 실험을 수행하는 그룹이 있었다.